# Лантратова, Яна Валерьевна
Яна Валерьевна Лантра́това (род. 14 декабря 1988, Ленинград, РСФСР, СССР) — российский политический и государственный деятель. Депутат Государственной Думы Федерального собрания Российской Федерации VIII созыва (с 12 октября 2021).  Первый заместитель председателя Комитета Государственной Думы по просвещению (2021-2025 гг.). Председатель Комитета Государственной думы по развитию гражданского общества, вопросам общественных и религиозных объединений (2025 г. - по н.вр.) 
Ответственный секретарь Совета по правам человека в России (2015—2019).

## Биография
Родилась 14 декабря 1988 года в Ленинграде в семье военнослужащего и врача.
В 2011 году с отличием окончила факультет журналистики Санкт-Петербургского государственного университета по специальности «связи с общественностью». В 2012 окончила юридический факультет Северо-западной академии государственной службы по специальности «юриспруденция».
В 2016 году — магистрант факультета педагогики и психологии Московского государственного гуманитарного университета им. М. А. Шолохова (совместная программа с Московским педагогическим государственным университетом «Возрастно-психологическое консультирование»).

## Общественная деятельность
В 2006—2007 годах работала в массовках на Пятом канале, MTV Россия. Организовала и руководила молодёжной общественной организацией «Stars Center», занималась благотворительными эстрадными выступлениями в детских домах, больницах, интернатах.
В 2010—2013 годах, под руководством Тимура Прокопенко, начальник отдела социальных проектов Молодой гвардии Единой России, федеральный координатор проекта «Я — доброволец», помощник депутата Законодательного собрания Санкт-Петербурга Виталия Милонова. Основатель и руководитель мониторингового центра по нарушениям прав детей, борьбе с распространением детской порнографии и педофилии, в рамках работы которого занималась ловлей педофилов «на живца», используя для этих целей детей-сирот и инвалидов из московской коррекционной школы-интерната № 62. В 2011 году являлась доверенным лицом Общероссийского народного фронта (ОНФ). В этом же году баллотировалась по спискам Санкт-Петербурга кандидатом в депутаты Государственной Думы от «Единой России», не прошла.
В 2012—2015 годах Председатель Всероссийской общественной организации «Союз добровольцев России». В 2013 году принимала участие в ликвидации последствий паводка на Дальнем Востоке.
В 2015—2019 годах Ответственный секретарь Совета по правам человека в России (СПЧ), с 2012 член Совета.
В 2017—2019 годах Главный советник департамента по взаимодействию с НКО и институтами гражданского общества в Управлении общественных проектов Администрации Президента РФ.
В 2016 году кандидат на должность Уполномоченный при Президенте Российской Федерации по правам ребёнка от СПЧ.
В 2019—2021 годах Руководитель гуманитарных проектов на территории СНГ и ЕАЭС при Департаменте развития интеграционных проектов Министерства экономического развития РФ.
В 2021 году на выборах в Государственную думу получила по партийному списку мандат депутата Государственной думы VIII созыва от партии Справедливая Россия — За правду от Челябинской области, где помогала Валерию Гартунгу на выборах и была вторым номером в партийном списке.
В феврале 2025 года возглавила Комитет Государственной Думы по развитию гражданского общества, вопросам общественных и религиозных объединений вместо Ольги Тимофеевой.

## Ювенальная юстиция
Яна Лантратова выступает против введения в России системы ювенальной юстиции. Об этом она неоднократно заявляла в публичном пространстве.
Лантратова принимала участие в создании Общероссийской общественной организации «Родительское Всероссийское сопротивления», основными задачами которой являются: защита традиционных семейных ценностей; противостояние ювенальной юстиции; противостояние «разрушению образования». Председатель РВС — Мария Мамиконян.

## Инициативы
В 2015 году Яна Лантратова участвовала в компании против блогера Рустема Адагамова. Так она вела переписку с заместителем главы управления внутренней политики АП Тимуром Прокопенко, предлагая российским СМИ сюжет о матери блогера в Норвегии. Лантратова предлага указать в сюжете что в Норвегии «секс с младенцами и детьми — это норма», а также что Адагамов это знает и «скроется там обязательно». Также Лантратова дала контакт Ирины Бергсет, которая потом выступала в эфире федеральных каналов и на правительственных митингах.
В марте 2016 года стало известно, что Яна Лантратова вместе с депутатом Госдумы Сергеем Обуховым отправила письмо главе кабмина Дмитрию Медведеву с предложением воссоздать советские лечебно-трудовые профилактории, в которых принудительно лечили страдающих алкоголизмом. По мнению авторов письма, трудовые лагеря помогут не только укрепить здоровье нации, но и снизить количество правонарушений.
В сентябре 2018 выступила против субкультуры АУЕ, осудила «такие деструктивные явления, как буллинг, вписки, зацеперы, руферы, группы смерти». По её мнению, все проблемы молодёжи исходят из семьи и из интернета.
В 2020 году предложила ввести административную ответственность за «ЛГБТ-пропаганду» в компьютерных играх. По мнению Лантратовой «есть геи, лесбиянки, трансгендеры и бисексуалы» в серии игр Assassin’s Creed, Odyssey, Borderlands, Divinity: Original Sin 2, Dragon Age: Origins, Dragon Age: Inquisition, Life Is Strange, The Last of Us, Fallout, Apex Legends, RimWorld, Overwatch и других.
В 2021 году активно присоединилась к поддержке инициативы «Гоголевской карты», наподобие уже реализованной — «Пушкинская карта», в рамках которой молодым людям от 14 до 22 лет выделяются деньги на походы в театры, музеи и выставки. Предложенной инициативой подразумевалось также выделить молодым людям деньги на покупку книг. Идея широко обсуждалась в социальных сетях и СМИ.
На фоне вооружённого вторжения России на Украину обращалась к директору ФСБ Александру Бортникову и председателю правления Сбербанка Герману Грефу с просьбой проверить сообщения о сборе средств в пользу Вооружённых сил Украины киевским блогером Василисой Левченко. Также Лантратова послала в банк депутатский запрос.
В апреле 2022 года обратилась к министру культуры Ольге Любимовой с предложением ввести во время вторжения России на Украину институт художественных советов.

## Законодательные инициативы
В ходе российского вторжения на Украину в апреле 2022 года в составе группы депутатов внесла проект закона о наделяющий генерального прокурора России и его заместителей правом признавать регистрацию СМИ недействительной и прекращать действие лицензии на теле- и радиовещание в случае распространения ими «фейков о российских военных» и их «дискредитации», призывов к санкциям, а также информации, в которой содержится «явное неуважение к обществу, государству и Конституции Российской Федерации».
В августе 2022 года в составе группы депутатов внесла законопроект, запрещающий гражданам «недружественных» стран усыновлять и брать под опеку российский сирот и детей, оставшихся без попечения родителей. Является автором поправки к законопроекту о пропаганде ЛГБТ который вводит запрет на видеоигры, пропагандирующие порнографию, жестокость и насилие, а также содержащие ненормативную лексику.
В начале декабря 2022 года Лантратова обратилась в Генпрокуратуру и РКН с просьбой проверить на «распространение пропаганды ЛГБТ, трансгендерности», трансляцию «аморального поведения» и «оскорбление чувств верующих» действия блогеров Даши Корейки и Хилми Форкс. По словам Лантратовой, к ней поступают обращения c жалобами на то, что ряд российских блогеров и стримеров ведут «деструктивную деятельность». Позднее суд отправил блогера Хилми Форкс в колонию на три года за изготовление порнографии.
В апреле 2024 года, после доноса Лантратовой, из дополнительной школьной программы по литературе за 11 класс, убрали повесть Владимира Маканина «Кавказский пленный». По словам Лантратовой, в произведении «пропагандируется экстремистская ЛГБТ-тематика».
В октябре 2024 года заявила, что разрабатывает закон о запрете пропаганды любой «деструктивной» идеологии, в том числе квадроберства.

## Санкции
23 февраля 2022 года включена в санкционный список Евросоюза, так как «поддерживала и проводила действия и политику, которые подрывают территориальную целостность, суверенитет и независимость Украины, которые еще больше дестабилизируют Украину».
24 февраля 2022 года, включена в санкционный список Канады «близких соратников режима» за голосование о признании независимости «так называемых республик в Донецке и Луганске».
24 марта 2022 года, на фоне вторжения России на Украину, включена в санкционный список США за «соучастие в войне Путина» и «поддержку усилий Кремля по вторжению в Украину», Госдеп США заявил что депутаты Госдумы используют свои полномочия для преследования инакомыслящих и политических оппонентов, нарушают свободу информации, ограничивают права человека и основные свободы граждан России.
Позднее, по аналогичным основаниям, включена в санкционные списки Великобритании, Швейцарии, Австралии, Украины, Японии и Новой Зеландии.

#### Уголовное преследование
В конце августа 2022 года супруга главы партии «Справедливой России» Сергея Миронова Инна Варламова и Яна Лантратова приехали в оккупированную российскими войсками Херсонскую область Украины. Из Херсона они вывезли двух воспитанников детского дома — 10-месячную Маргариту Прокопенко и двухлетнего Илью Ващенко. В расследовании «Важных историй» отмечалось что Сергей Миронов и Инна Варламова удочерили украинскую девочку, поменяв её личные данные и указав в качестве места рождения Подольск.
В марте 2024 года СБУ заочно обвинила Лантратову в «принудительной индивидуальной депортации лиц, находящихся под защитой, с оккупированной территории на территорию оккупационного государства, совершенной по предварительному сговору группой лиц», а также в «нарушении законов и обычаев войны». После деоккупации Херсона следователи провели обыск в Доме ребёнка, обнаружив документы по вывозу детей в Россию с подписями Лантратовой и Варламовой.

## Награды
- Нагрудный знак МЧС России «Участнику ликвидации последствий ЧС» (2013) — За проявленные в условиях, сопряженных с риском для жизни, самоотверженность и высокий профессионализм, умелые и решительные действия, способствующие успешному выполнению мероприятий по ликвидации последствий наводнения в Дальневосточном федеральном округе, спасению людей и имущества[61]
- Орден «За заслуги перед Херсонской областью» I степени (2022)[62]
- Орден Дружбы (26 августа 2023 года, Южная Осетия) — за большой вклад в развитие сотрудничества между Республикой Южная Осетия и Российской Федерацией[63]